# Thomas L. Hisgen

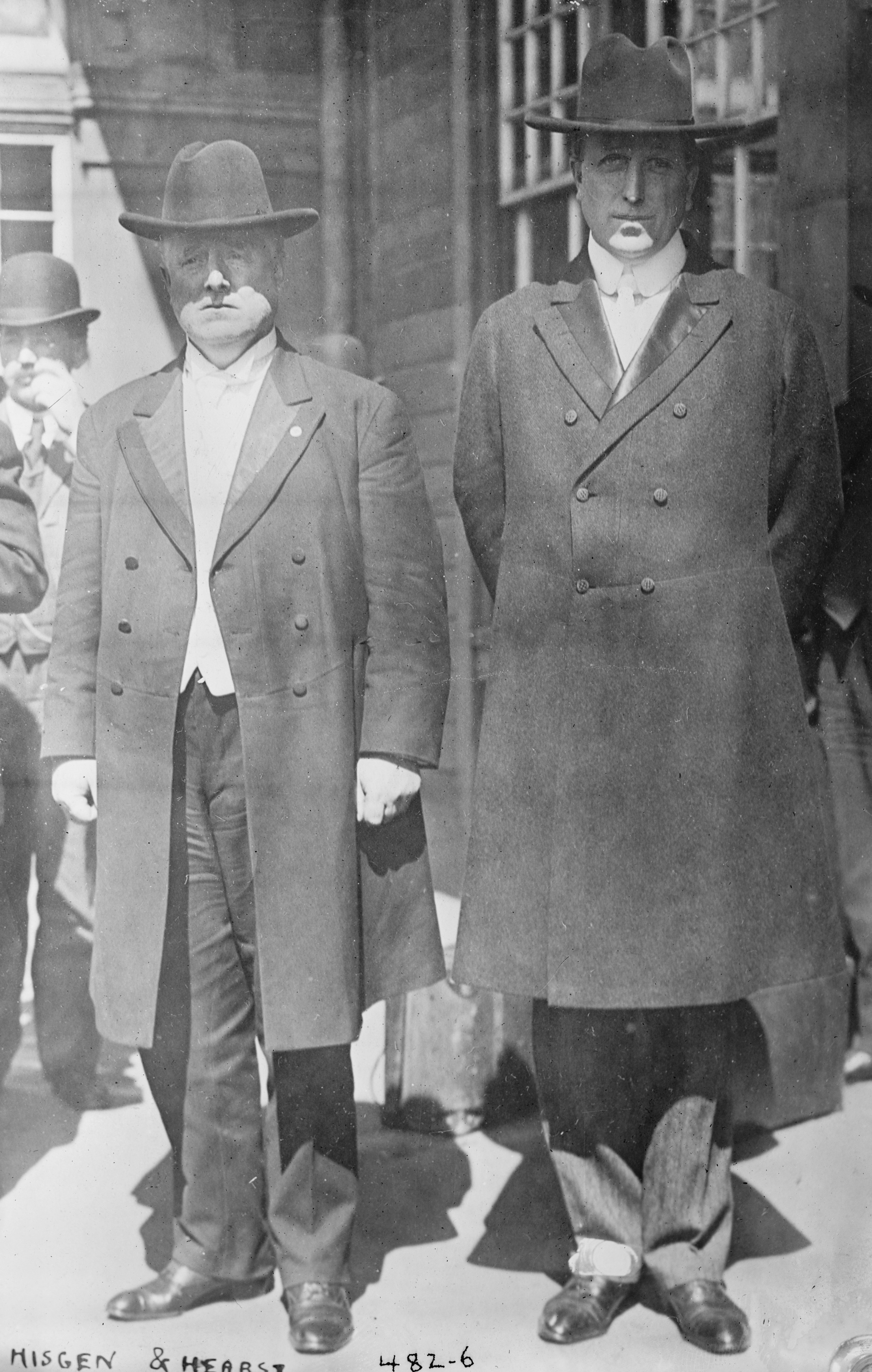
Thomas L. Hisgen (links) mit dem Verleger William Randolph Hearst, der als Geldgeber hinter der Gründung der Independence Party 1908 stand.

Thomas Louis Hisgen (* 26. November 1858 in Petersburg, Indiana, Vereinigte Staaten; † 27. August 1925 in Miami) war ein amerikanischer Schmierfett-Produzent und Politiker. Er weigerte sich, sein Unternehmen an den Standard Oil Trust zu verkaufen, woraufhin Standard Oil versuchte, das Unternehmen mit Dumpingpreisen zu ruinieren. Hisgen wurde 1907 von der Massachusetts Independence League als Kandidat für den Posten des Gouverneurs von Massachusetts aufgestellt. Als zweitplatzierter, noch vor dem Nominierten der Demokratischen Partei, wurde Hisgen bei den Präsidentschaftswahlen 1908 zum Kandidaten der Independence Party, eines 1908 gegründeten Ablegers der Independence League. Obwohl er in einer Wahlkampftour durch das Land zog, schnitt er in den Wahlen schlechter ab als erwartet (83628 Stimmen), was das Ende der Independence Party als nationale Partei bedeutete. Viele der Mitglieder kehrten daraufhin zur Demokratischen Partei zurück. Hisgen blieb der Öffentlichkeit danach als regelmäßiger Kommentator zur Ölindustrie erhalten.

## Leben
Hisgen wurde am 26. November in Petersburg (Indiana) als fünftes von elf Kindern von William Hisgen (* 1830 in Darmstadt als Carl Ludwig Wilhelm Hisgen; † 1897) und Margaret Catharine, geborene McNally, geboren. Sein Vater war ein deutscher Einwanderer und Forty-Eighter, der erst in Albany (New York) wohnte, bevor er 1857 weiter westwärts nach Indiana zog. Seine Mutter stammte aus Kanada. Er besuchte eine kleine Dorfschule und musste aufgrund der wirtschaftlichen Verhältnisse seiner Familie schon in jungen Jahren arbeiten gehen, um seine Eltern und Geschwister finanziell zu unterstützen. Einen Großteil seiner Ausbildung leistete Hisgen im Selbststudium. 1875, im Alter von 16 Jahren, kehrte Thomas mit seiner Familie nach New York zurück, wo er und zwei Brüdern als Angestellte in einem Bekleidungsgeschäft arbeiteten. Sein Vater, der Grundkenntnisse in Chemie besaß, hatte lange an einer neuen und verbesserten Achsfett-Mischung gearbeitet, die patentiert und vermarktet werden konnte. Die Erfindung seines Vaters lieferte den Grundstein für ein Familienunternehmen das Thomas gemeinsam mit drei Brüdern 1888 als Four Brothers Axel Grease Company in Albany gründete.
Thomas L. Hisgen heiratete Barbara Anne Fox (* 1868) und hatte mit ihr drei Kinder. Er starb am 27. August 1925 in Miami an einer Lungenentzündung. Er war ein Urenkel von Daniel Hisgen, einem deutschen Kirchenmaler des Rokoko.